# Oldman (rivière)
Pour les articles homonymes, voir Oldman.
La rivière Oldman (en anglais : Oldman River) est une rivière dans le sud de la province de l'Alberta, au Canada.

## Geographie
Elle coule d'ouest en est depuis les montagnes Rocheuses, et au travers des villes de Fort Macleod, Lethbridge, Taber, jusqu'à Grassy Lake, où elle rejoint la Bow River pour former la Rivière Saskatchewan-sud, qui se déverse dans la Baie d'Hudson.
La rivière Oldman est longue de 362 kilomètres et son bassin versant a une superficie de 26 700 km2. Elle a un débit moyen de 95 m3/s.

## Histoire
En 1990, le gouvernement d'Alberta envisagea la construction d'un barrage sur l'Oldman, qui aurait, entre autres, submergé un cimetière Peigan/Blackfoot. En réponse à cela, les Blackfoot, avec à leur tête Milton Born With A Tooth, dévièrent eux-mêmes l'Oldman, donnant lieu à un conflit armé. Finalement le barrage fut construit à l'endroit où les rivières Oldman, Crowsnest, et Castle convergent.
Les réserves indiennes Peigan Timber Limit B et Peigan 147 de la Nation Piikani (Peigan) et la réserve Blood 148 de la Nation Blood (Kainai) sont situées le long de la Oldman River.

## Affluents
De sa source à son embouchure, la rivière Oldman reçoit dans l'ordre :
- Livingstone River (rg[note 1])
- Rivière Crowsnest (rd)
- Castle River (rd)
- Pincher Creek (rd)
- Beaver Creek
- Willow Creek
- Rivière Belly (rd)
  - Rivière Waterton
- St. Mary River (rd)
  - Lee Creek
- Rivière Little Bow (rg)